# Radeh-ye Sadat
Radeh-ye Sadat (em persa: , também romanizada como Radeh-ye Sādāt; também conhecida como Sādāt) é uma aldeia do distrito rural de Bahmanshir-e Jonubi, no condado de Abadan, na província de Khuzistão, Irã.
Segundo o censo de 2006, sua população era de 1 633 habitantes, em 322 famílias.